# Vágómadár-alakúak
A vágómadár-alakúak (Accipitriformes) a madarak (Aves) osztályának egyik rendje.
A vágómadár-alakúak és az újvilági keselyűalakúak (Cathartiformes) alkotják az úgynevezett, Accipitrimorphae csoportot.
Három család és 240 faj tartozik a rendbe. Korábban a sólyomalakúak közé sorolták őket. A 90-es évek elején az első molekuláris taxonómiai munkák a gólyaalakúakkal való közeli rokonságukat sejtették, ez különösen közeli rokonságnak tűnt az újvilági keselyűfélék (Cathartidae) esetében. Az újabb, egyre fejlettebb genetikai elemzések szerint mindez műtermék volt, mai tudásunk szerint a vágómadarak sem a sólymoknak, sem a gólyáknak nem közeli rokonai.

## Rendszerezés
A rend 3 családot foglal magába.
- Vágómadárfélék (Accipitridae): 239 faj,
- Halászsasfélék (Pandionidae): 1 faj,
- Kígyászkeselyű-félék (Sagittariidae): 1 faj.